# شرافت پلیس
شرافت پلیس (انگلیسی: The Honor of the Force) یک فیلم کمدی صامت کوتاه به کارگردانی فرانک گریفین است که در سال ۱۹۱۴ منتشر شد. از بازیگران این فیلم می‌توان به اولیور هاردی و ریموند مک‌کی اشاره کرد.